# Meroctena
Meroctena és un gènere d'arnes de la família Crambidae. El gènere va ser descrit per primera vegada per Julius Lederer el 1863.

## Taxonomia
- Meroctena dichocrosialis Hampson, 1899
- Meroctena staintonii Lederer, 1863
- Meroctena tullalis (Walker, 1859)
- Meroctena zygialis Druce, 1899